# Joan Carandell i Pericay
Joan Carandell i Pericay (Figueres, 19 de gener de 1893 - Pals, 17 de juliol de 1937) fou un geòleg i catedràtic d'història natural a diversos instituts d'Andalusia. Publicà més de 300 treballs científics i pedagògics, sobre geografia, geologia, llibres de viatges, etc. Una part important d'aquests treballs estan dedicats a la Bètica i a la geologia de Sierra Morena.
El seu pare, Gregorio Carandell Salinas (Saragossa, 1860 - Madrid, 1926), era un mestre de primeres lletres, d'ascendència catalana, republicà federal i partidari de l'escola activa, que havia estat mestre a Pals, Baix Empordà, on es va casar amb una de les seves alumnes, Irene Pericay Martínez. Gregorio Carandell fou un dels impulsors de la música de sardana i fundador d'una cobla a Pals. En morir la seva muller marxà a Madrid per educar el seu fill en l'òrbita de la Institución Libre de Enseñanza. Carandell estava molt vinculat al seu pare a qui dedicà el llibre: Mi oración en la muerte de mi padre, (1926).
Carandell estudià a Madrid magisteri, geologia i farmàcia. Després de diverses vicissituds fou catedràtic d'institut a Cabra (Còrdova). Es casà amb Silveria Zurita (1918), filla del llavors batlle de Bujalance, que estudiava també a la Institución Libre de Enseñanza i va tenir dos fills, Juan i Irene.
Malalt de tuberculosi va morir a Pals perquè el dia 1936 va prendre un tren amb destí a Barcelona amb intenció d'anar al seu poble nadiu a preparar l'estiueig familiar. Com a conseqüència de la situació política, però, la seva família no es va poder reunir mai més amb ell ni va saber la seva mort fins després de la guerra. Va dedicar el darrer any de la seva vida a la redacció del llibre El Bajo Ampurdán. Ensayo Geográfico (pòstum, 1942), un magnífic exemple de geografia social, amb bellíssimes il·lustracions a ploma fetes per l'autor que es publicà pòstumament. Morí de tuberculosi el 30 de setembre de 1937 a Pals, on està enterrat.